# Necmi Onarıcı
Necmi Onarıcı (ur. 2 listopada 1925 w Stambule, zm. 22 sierpnia 1968) – piłkarz turecki grający na pozycji napastnika. W swojej karierze rozegrał 2 mecze w reprezentacji Turcji.

## Kariera klubowa
Karierę piłkarską Onarıcı rozpoczął w klubie Kasımpaşa SK. W latach 1947–1948 grał w nim w rozgrywkach Istanbul Lig. Następnie przeszedł do Fenerbahçe SK ze Stambułu. W 1949 roku wrócił do Kasımpaşy. W latach 1952–1955 grał w Adalet Spor Kulübü, a w latach 1955-1957 - w Vefa SK. Karierę kończył w 1959 roku jako zawodnik Adalet Spor Kulübü.

## Kariera reprezentacyjna
W reprezentacji Turcji Onarıcı zadebiutował 20 czerwca 1954 roku w wygranym 7:0 meczu mistrzostw świata w Szwajcarii z Koreą Południową. Na tym mundialu zagrał także w meczu z RFN (2:7). Były to jego jedyne 2 mecze w kadrze narodowej Turcji.
| Mecze i gole w reprezentacji | Mecze i gole w reprezentacji | Mecze i gole w reprezentacji | Mecze i gole w reprezentacji | Mecze i gole w reprezentacji | Mecze i gole w reprezentacji | Mecze i gole w reprezentacji |
| #                            | Data                         | Stadion                      | Rywal                        | Wynik                        | Gol                          | Rozgrywki                    |
| 1953                         | 1953                         | 1953                         | 1953                         | 1953                         | 1953                         | 1953                         |
| ---------------------------- | ---------------------------- | ---------------------------- | ---------------------------- | ---------------------------- | ---------------------------- | ---------------------------- |
| 1.                           | 20.06.1954                   | Genewa, Szwajcaria           | Korea Południowa             | 7:0                          | 0                            | MŚ 1954                      |
| 2.                           | 23.06.1954                   | Zurych, Szwajcaria           | RFN                          | 2:7                          | 0                            | MŚ 1954                      |